# OmniWeb
OmniWeb（オムニウェブ）はThe Omni GroupがmacOS用に開発しているウェブブラウザ。

## 歴史
OmniWebはそもそもNEXTSTEP用のブラウザとしてThe Omni Groupによって開発され、1995年3月17日に米ライトハウスデザイン （en:Lighthouse Design）から発売された。NEXTSTEPがOPENSTEP、macOSへと進化していくに従って、OmniWebもそれらのプラットフォームに移行していった。Mac OS X Server v1.xでは、標準ウェブブラウザとしてOmniWeb 3.0.xがバンドルされていた。OmniWebがWindows上でYellow BoxやOPENSTEPを使って動作していた時期もあった。Lighthouse Designがサン・マイクロシステムズに買収されてから、バージョン2.5以降は、Omni Group自身が発売している。バージョン4.0以降はmacOS用のみに開発されている。
OmniWebはmacOSの機能を完全に活用できるCocoaで開発されている。鮮明な画像や滑らかなテキストを表示するためにQuartzを用い、ドロワーやシート、カスタマイズ可能なツールバーなどを活用したインタフェースを特徴としている。
OmniWebは初期にプロプライエタリなHTMLレンダリングエンジンを採用していた。しかしそのエンジンはCSSのような最新のWeb標準と完全には互換性がなかった。
2003年2月、Omni GroupはAppleがSafariのために作ったAppleWebCore（後のWebKit）レンダリングエンジンを採用した。
2004年8月11日、Omni Groupはいくつもの新機能を搭載したバージョン5.0を発売した。特筆すべき新機能はその特徴的なタブブラウジング機能である。タブはウィンドウの端にあるドロワーに垂直に並んで表示される（サムネイルを付けることも可能）。この機能の有用性に関しては議論があるが、現在のバージョンにも残っている。
2006年9月6日にバージョン5.5が発売された。新機能にはWebKitをカスタマイズ、ユニバーサルバイナリへの対応、web archive形式での保存、ユーザースタイルシートへの対応、などがある。
2009年2月24日にバージョン5.9が発表され、同時に無料化された。
2012年7月20日にバージョン5.11.2が発表され、OS X Mountain LionのGatekeeperに対応した。
2017年6月現在、macOS High Sierra向けに新バージョンとなる6.0が開発中であった。
2025年2月現在、公式サイトでは、最新のmacOSに対応したテストビルドが公開されている。